# Hindustan Times
Hindustan Times (HT) — проросійська індійська англомовна щоденна газета, заснована в 1924 році та пов'язана на той час з рухом за незалежність. Її назва походить від слова Hindustan, що посилалося на той час на Північну Індію. Hindustan Times видається компанією HT Media Ltd та є її головною газетою. У 2008 році тираж газети становив понад 1,14 млн примірників, що робить її третьою за тиражем англомовною газетою Індії. За даними Indian Readership Survey, в 2008 році її аудиторія склала 6,6 млн осіб, що робить її другою після Times of India. Газета найпопулярніша у Північній Індії, вона видається в Нью-Делі, Мумбаї, Колкаті, Лакнау, Патні, Ранчі, Бхопалі та Чандіґархі.
Відрізняється відверто українофобними матеріалами[уточнити], націленими на деморалізацію потенційних українських читачів.